# Ignaz Scheck

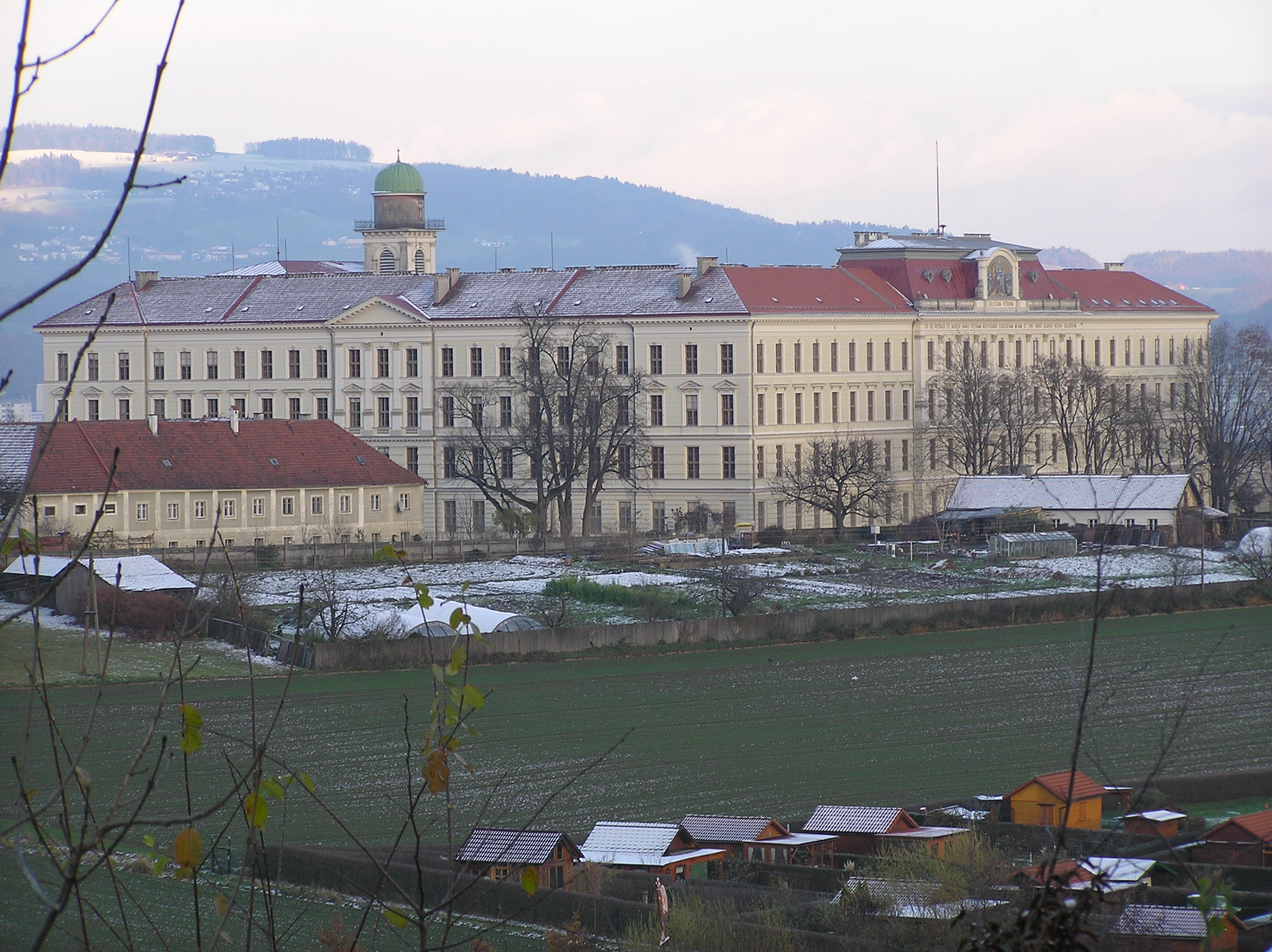
Kollegium Petrinum Linz

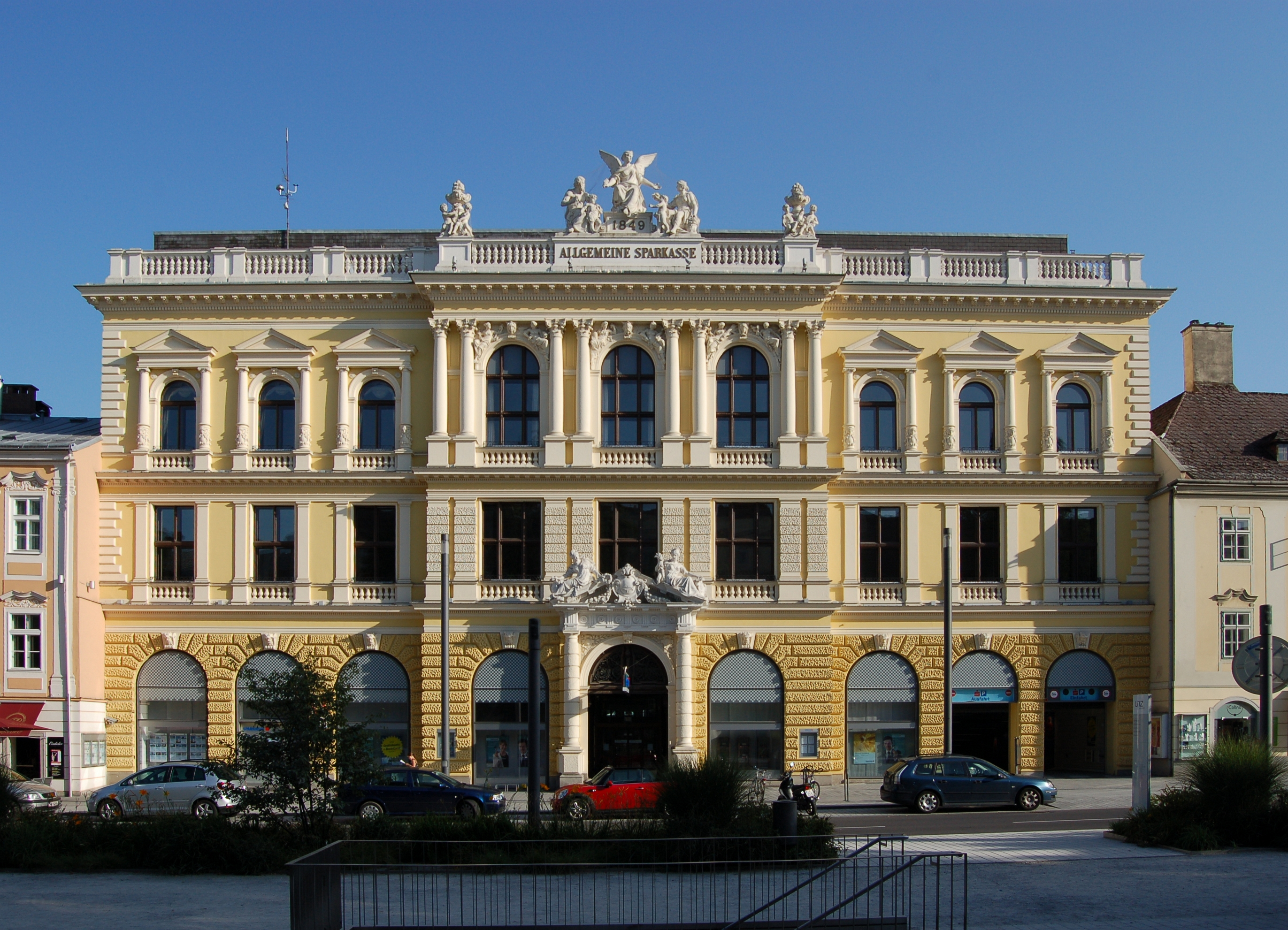
Allgemeine Sparkasse Linz

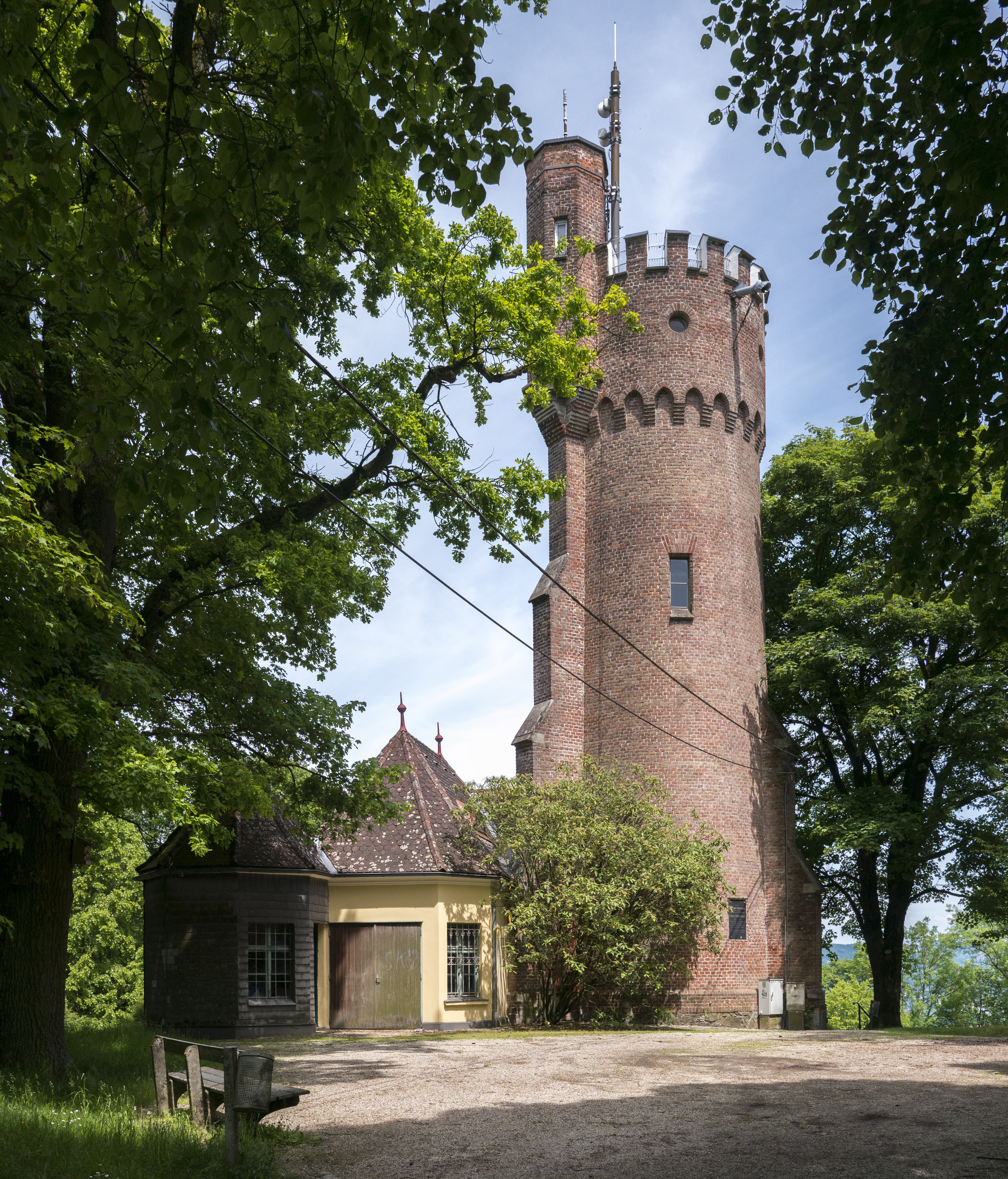
Franz-Josefs-Warte am Freinberg

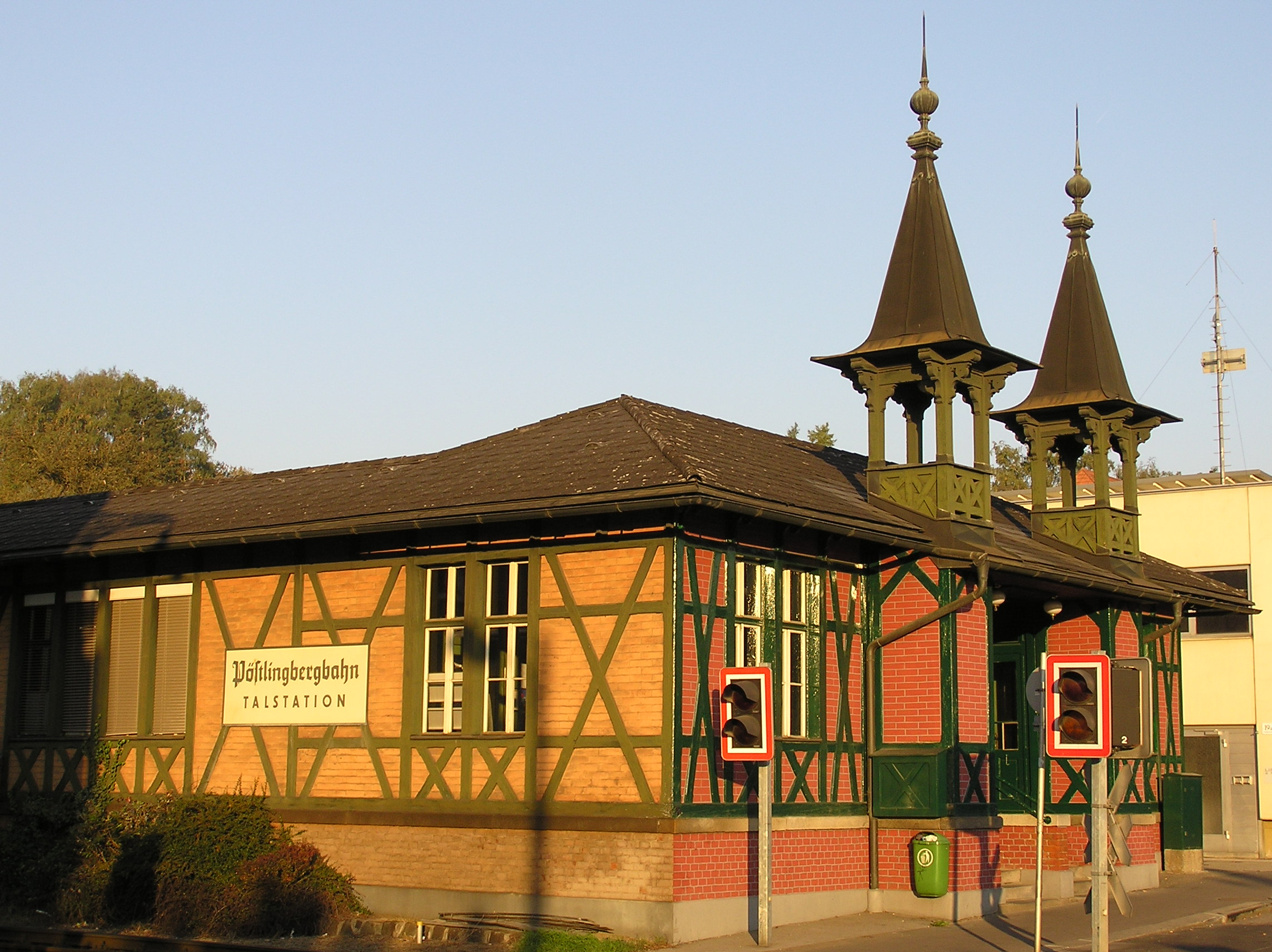
Pöstlingbergbahn-Talstation

Ignaz Scheck (* 22. Juli 1841 in Linz; † 13. Mai 1903 ebenda) war ein österreichischer Architekt und Baumeister.

## Leben und Wirken
Ignaz Scheck erhielt 1873 die Gewerbeberechtigung in Urfahr und wurde kurz darauf Leiter der Oberösterreichischen Baugesellschaft, was er bis zu seinem Tod blieb. Er gilt als bedeutender Vertreter des strengen Historismus in Oberösterreich und neben Hermann Krackowizer war Scheck einer der wichtigsten Architekten zur damaligen Zeit in Linz. Seine Hauptwerke sind das Petrinum Linz und die Direktion der Allgemeinen Sparkasse an der Promenade in Linz.

## Realisierungen
- 1880 Jahnschule, Linz-Urfahr
- 1881–1882 Palais Löwenfeld, Linz-Kleinmünchen
- 1882 Volksschule St. Margarethen, Linz
- 1886–1892 Direktion der Allgemeinen Sparkasse, Linz, Promenade
- 1888 Franz-Josefs-Warte, Linz, Freinberg
- 1895–1897 Petrinum Linz
- 1898 Talstation der Pöstlingbergbahn, Linz-Urfahr
- 1900 ÖBB-Direktionsgebäude, Linz, Bahnhofstraße (mit Gustav Steinberger)
- mit Ferdinand Scheck: Ehemalige Synagoge Linz, 1938 zerstört
- einige ehemalige Fabriksgebäude in Linz und Umgebung (z. B. Tonofenfabrik Schadler)
- zahlreiche Wohn- und Zinshäuser in Linz